# زر انتقاء
زِرُّ الانتِقاء (بالإنجليزية: Radio Button)‏ أو المفتاح متعدد الخيارات أحد أنواع عناصر التحكم في واجهة المستخدم الرسومية. يسمح مفتاح الاختيار للمستخدم باختيار عنصر واحد فقط من مجموعة معرفة مسبقاً من الخيارات.
يتم ترتيب مفاتيح الاختيار في مجموعات من اثنين أو أكثر وعرضها على الشاشة، على سبيل المثال، قائمة من الثقوب الدائرية التي يمكن أن تحتوي على مساحة بيضاء (لغير المحددة) . بجوار كل مفتاح اختيار يظهر عادة تسمية توضيحية تصف الاختيار الذي يمثل مفتاح الاختيار هذا. عندما يقوم المستخدم بتحديد مفتاح اختيار، أي مفاتيح اختيار مسبقة التحديد في نفس المجموعة تصبح ملغية. اختيار مفتاح الاختيار يتم عن طريق النقر بالفأرة على المفتاح، أو على التسمية التوضيحية، أو باستخدام اختصار لوحة المفاتيح.
من المحتمل أنه في البداية لا أحد من مفاتيح الاختيار في المجموعة سيتم اختياره. لا يمكن استعادة هذه الحالة من خلال التفاعل مع قطعة مفتاح الاختيار (ولكن قد يكون من الممكن فعلها من خلال غيرها من عناصر واجهة المستخدم). عند استخدامها في نموذج هتمل، إذا لم يتم التحقق من المفتاح في المجموعة، لا قيمة اسمية ثنائية ستمر عندما يرسل النموذج. على سبيل المثال، لمفتاح اختيار مجموعة مسمى جنس باختيار ذكر، أنثى وغيرها، متغير جنس لن يمر حتى مع القيمة الفارغة.

## أصل الكلمة
سميت بهذا الاسم نسبة إلى المفاتيح المستخدمة في أجهزة اختيار السيارات القديمة لتحديد محطات أذاعية معرفة مسبقا - حيث أنه عندما يتم الضغط على أحد المفاتيح، سيتم كبس المفتاح المضغوط للداخل وستخرج بقية المفاتيح الأخرى تلقائيا.

## لغة رقم النص الفائق
في نماذج الويب، يتم استخدام عناصر HTML <input type="radio"> لعرض مفتاح الاختيار. ويتم ترتيب مفاتيح الاختيار في مجموعات من اثنين أو أكثر، وعرضها على الشاشة، ، حيث تظهر على شكل قائمة من ثقوب دائرية يمكن أن تكون ثقوب بيضاء (دلالة على أنه غير محدد) أوتحتوى على نقطة (دلالة على أنه محدد). ويظهر عادة بجوار كل مفتاح تسمية توضيحية تصف ماذا يمثل هذا الاختيار الذي يمثل هذا المفتاح الاختيار. هذا النوع من أزارير الاختيار يسمح للمستخدم باختيار واحد فقط من مجموعة خيارات. بحيث عندما يقوم المستخدم بتحديد أي مفتاح من أزارير الاختيار، أي مفتاح كان محدد في السابق يصبح تلقائياً غير محدد.